# Serguéi Danilin (aviador)
Serguéi Alekseevich Danilin (en ruso: Сергей Алексеевич Данилин; Moscú, Imperio ruso; 8 de octubrejul./ 21 de octubre de 1901greg. - Moscú, Unión Soviética; 28 de diciembre de 1978) fue navegante aéreo del histórico vuelo Moscú-Polo Norte-San Jacinto, por el que recibió el título de Héroe de la Unión Soviética en 1937. Antes de dicho vuelo trabajó como piloto de pruebas y durante la Segunda Guerra Mundial fue nombrado general.

## Biografía
Serguéi Danilin nació el 21 de octubre de 1901 en Moscú en el seno de una familia rusa, aunque pasó su infancia y juventud en Jimki, al noroeste de Moscú, al borde del canal de Moscú. Después de graduarse de la escuela comercial, se unió al Ejército Rojo en 1919 y posteriormente asistió a la Escuela Fotogrametría Aérea de Moscú, donde se graduó en 1921. Desde entonces hasta 1924 estudió en la Universidad Estatal de Moscú mientras realizaba su servicio militar.

## Carrera en la aviación
A partir de 1922, comenzó su carrera en el Instituto de Pruebas Científicas de la Fuerza Aérea, comenzando como cronometrador, luego como aerólogo, antes de pasar a ser piloto observador y finalmente convertirse en navegante de prueba. Allí, trabajó en el desarrollo de métodos de navegación aérea.  Encabezó el departamento de equipos de aeronaves del instituto de investigación desde 1929, pasó a participar en el diseño de dispositivos para el reconocimiento fotográfico en combate y en la mejora de los métodos de vuelo en condiciones climáticas intensas, incluidos los vuelos «a ciegas». Fue autor del primer manual soviético para el pilotaje de instrumentos y en 1935 escribió un libro de texto sobre navegación.

### Vuelo Moscú - San Jacinto

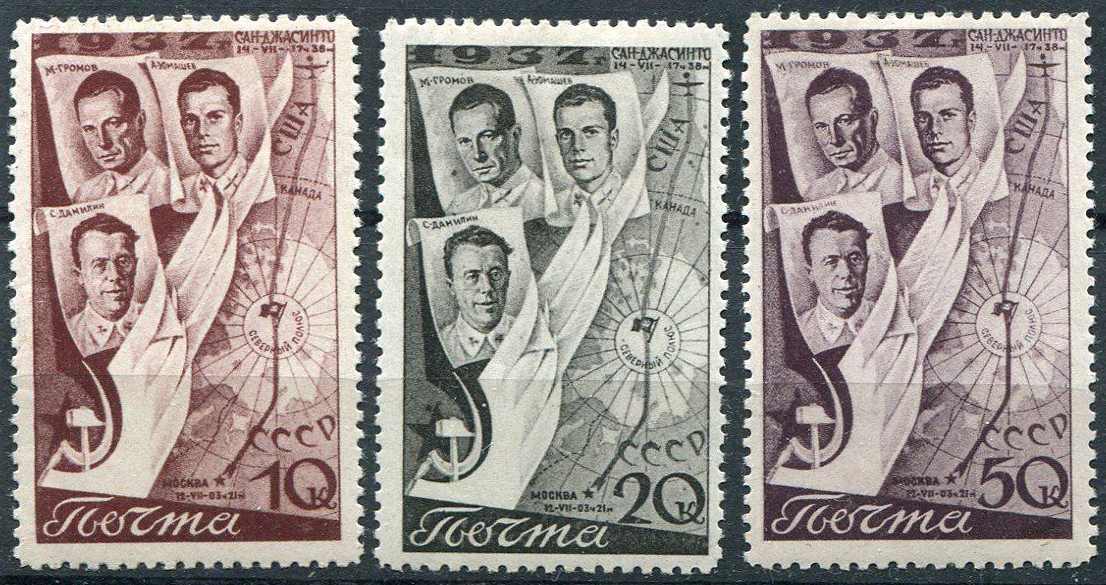
Danilin, Grómov y Yumáshev en varios sellos postales de la URSS (1937)

El 12 de julio de 1937 despegó de Moscú en un Túpolev ANT-25 como navegante bajo el mando del piloto Mijaíl Grómov y el copiloto Andréi Yumáshev para lo que se convirtió en el vuelo récord Moscú-San Jacinto. A pesar de encontrarse con una gran variedad de dificultades, como tener que volar a ciegas en varios puntos y experimentar dificultades para encontrar un lugar para aterrizar ya que el aeropuerto de San Diego estaba experimentando mal clima, lograron aterrizar de manera segura en un pastizal cerca de la ciudad de San Jacinto el 14 de julio. En total, el vuelo duró 62 horas y 17 minutos y recorrieron 10 148 kilómetros. Después de aterrizar, la tripulación realizó una gira de tres semanas por los Estados Unidos, el alcalde les otorgó el estatus de ciudadanos honorarios de la ciudad de Los Ángeles y se reunieron con el presidente Franklin D. Roosevelt en Washington D. C..

### Regreso a la Unión Soviética
El 1 de septiembre de 1937, tanto él como Grómov y Yumáshev recibieron el título de Héroe de la Unión Soviética. También recibieron la Medalla De la Vaulx de la Federación Aeronáutica Internacional (FAI). Además fue elegido miembro de la I Convocatoria del Sóviet Supremo de la Unión Soviética (1938-1946). En 1938 fue nombrado jefe de un grupo del departamento de servicios especiales y subdirector del Instituto de Investigación de la Fuerza Aérea.
Durante la Guerra de Invierno, voló en combate como navegante de un bombardero. Durante la guerra, observó el funcionamiento del radar terrestre Redut, propuso desarrollar un radar aerotransportado para detectar y atacar aviones enemigos independientemente de las condiciones de visibilidad. La idea se abordó en una reunión con los principales ingenieros de la Fuerza Aérea a mediados de 1940, luego, en 1941, se creó un prototipo de laboratorio y, en diciembre de 1942, los aviones soviéticos utilizaron el sistema de radar Gneiss-2 en las batallas de Moscú y Stalingrado.
En 1943, fue nombrado miembro del Consejo de Radar del Comité de Defensa del Estado, que participó en el desarrollo de la industria de equipos de radar en la URSS. De 1943 a 1944 se desempeñó como director del Instituto de Pruebas Científicas de los Servicios Especiales de la Fuerza Aérea, y de 1944 a 1951 asumió el puesto de subdirector del Instituto de Pruebas Científicas de la Fuerza Aérea y dirigió una de las Direcciones Científicas de la Fuerza Aérea. De 1951 a 1953 se desempeñó como asistente del Comandante en Jefe del Servicio de Ingeniería de Radio de la Fuerza Aérea, y de 1953 a 1959 regresó al Instituto de Pruebas Científicas de la Fuerza Aérea para dirigir la institución. Finalmente trabajó brevemente en un grupo científico bajo el mando del Comandante en Jefe de la Fuerza Aérea antes de jubilarse con el rango de teniente general en 1960.
Después de su jubilación vivió en Moscú hasta su muerte el 28 de diciembre de 1978 y fue enterrado en el cementerio de Kúntsevo.

## Condecoraciones
- Héroe de la Unión Soviética (N.º 55; 1 de septiembre de 1937)
- Orden de Lenin, dos veces (1 de septiembre de 1937, 30 de abril de 1945)
- Orden de la Bandera Roja, dos veces (3 de noviembre de 1944, 15 de noviembre de 1950)
- Orden de la Guerra Patria de 1.er grado (1 de julio de 1944).[8]
- Orden de la Estrella Roja, dos veces (25 de mayo de 1936, 17 de junio de 1943[9])
- Orden de Suvórov de 2.do grado (18 de agosto de 1945).[10]
- Medalla por la Defensa de Moscú
- Medalla Conmemorativa por el Centenario del Natalicio de Lenin
- Medalla por la Victoria sobre Alemania en la Gran Guerra Patria 1941-1945.[11]
- Medalla Conmemorativa del 20.º Aniversario de la Victoria en la Gran Guerra Patria de 1941-1945
- Medalla Conmemorativa del 30.º Aniversario de la Victoria en la Gran Guerra Patria de 1941-1945
- Medalla de Veterano de las Fuerzas Armadas de la URSS
- Medalla del 20.º Aniversario del Ejército Rojo de Obreros y Campesinos
- Medalla del 30.º Aniversario de las Fuerzas Armadas de la URSS
- Medalla del 40.º Aniversario de las Fuerzas Armadas de la URSS
- Medalla del 50.º Aniversario de las Fuerzas Armadas de la URSS
- Medalla del 60.º Aniversario de las Fuerzas Armadas de la URSS
- Medalla Conmemorativa del 800.º Aniversario de Moscú